# ناحية أبي صيدا
أبي صيدا ناحية عراقية تقع ضمن قضاء المقدادية في محافظة ديالى في العراق وتبعد نحو 30 كلم شمال شرقي بعقوبة.
تأسست كناحية سنة 1955. أبي صيدا إحدى نواحي العراق تتبع ادراياً محافظة ديالى المقدادية ومركزها بلدة أبي صيدا. يفسر بعض المؤرخين بكون أسمها يعود لأسم باصيدا في اللغة الارامية قديما وهو مناظر لاسم باعقوبا أي بيت يعقوب.

## الموقع
تبعد نحو 30 كلم شمال شرقي بعقوبة وتمتد على أرض زراعية خصبة، وتشتهر بالبساتين وخاصة في زراعة النخيل والرمان والبرتقال، ويخترق المدينة نهر هو أحد روافد نهر ديالى ويسمى بنهر خريسان (السارية) وتعد الناحية من أهم الوحدات الادارية في إنتاج وتسويق مختلف أنواع الاخشاب المحلية لاحتوائها على بساتين كبيرة"، موضحاً أن "الناحية تستقطب تجاراً من مختلف مناطق البلاد منذ عقود طويلة"وفي أطراف مركز ناحية تعلو أدخنة سود منبعثة من عملية احتراق الخشب في حفر عدة تحت الأرض تسمى (الكور) وهي تمثل الطريقة القديمة لصناعة الفحم وتشتهر إيضا بصيد السمك.

## بلدات وقرى أبي صيدا
- - تضم ناحية أبي صيدا أدراياً كل من قرى أبو جسرى والزهيرات وصريوات وأبو صيدا الصغرى والكبرى وأبو اسباع وأبو خنازير وقرية ضباب وذيابة والمخيسة وأبوكرمة والشيخي والعواشق (العواشج) والحساوية، وكذلك ساطي الكبيرة والصغيرة وتسمى مقاطعة ساطي 1و 2.

## معالمها
يخترق المدينة نهر هو أحد روافد نهر ديالى ويسمى بنهر خريسان (نهر السارية) ويمر بسوقها.
تحتوي عدد من أقدم المدارس في محافظة ديالى والتي يعود تأسيس بعضها إلى عشرينيات القرن الماضي وكذلك بناية المكتبة العامة في أبي صيدا ومبنى مديرية الناحية الذي تحول لاحقا إلى مقر مديرية شرطة الناحية. كذلك تحتوي منطقة الوشاش عددا من البيوت القديمة جدا والتي بنيت على طراز الشناشيل البغدادية الأثرية.
كما تضم مزار ومرقد منسوبا إلى السيد أحمد حفيد الإمام موسى الكاظم والذي تعرض لتفجير إرهابي ثم أعيد بناؤه بحلة جديدة.
للناحية طريقي مرور رئيسيين يربطانها بكل من بعقوبة جنوبا والمقدادية شمالا. كما يربطها جسر حديدي عائم بناحية السلام في الجانب الثاني من نهر ديالى والذي كان مخططا أن يصبح جسرا كونكريتيا.

## أعلامها
من اعلام ورموز الناحية:
- الشاعر خيري الهنداوي ولد في قرية أبي صيدا 1885 وتوفي في بغداد عام 29 يناير 1957.
- الوزير فليح حسن الجاسم شغل العديد من المناصب الإدارية والحزبية في ستينيات وسبعينيات القرن الماضي في فترة حكم الرئيس أحمد حسن البكر ولد في قرية العواشق التابهة لناحية ابي صيدا عام1958 وتوفي بعملية اغتيال ليلا مع عائلتة في شهربان اثناء عودته من عطلته الصيفية 9 آب 1982
- الشاعر جمال الحلاق ولد في قرية «الزهيرات» بمحافظة ديالى

## سكانها
ان غالبية سكان الناحية هم مزارعين لما تعرف به المدينة ببساتينها وأيضاً يعمل سكانها بإنتاج الخشب وبيعه حيث تعد من أهم الـمدن بإنتاج الخشب ويعمل سكانها أيضا بصيد الاسماك فضلا عن العديد من الضباط الكبار في الجيش ويعمل الكثير من سكانها بوضائف في الدولة وفي إشارة إلى ان أبناء الناحية يتقلدون مناصب عالية في مناصب الدولة لما أنتجت هذه الناحية من رجال اوصلت اسمائها إلى ازقة العراق اجمع.
ومن العشائر التي سكنت أبي صيدا عشائر عتبة والباوية وشمر وبني تميم والصريوات وربيعة والزبيد والزهيرية والخولانية والحميرية والخوالد وزركوش والعزة والعميرات والعنبكية والمهداوية والقرة غول والبياتي وبني عامر والعبيد والجبور والأعرجية وبعض العشائر من الكرد والتركمان.

## الوضع الأمني
عادة ما تشهد المنطقة نزاعات عشائرية مسلحة منذ فترة الغزو الأمريكي للبلاد، حتى وصل الأمر في عام 2016 أن صرح مدير ناحية أبي صيدا حارث الربيعي في تصريح صحفي «الاشتباكات تشتد ضراوة دون أي تدخل امني ينهي سفك الدماء وفزع العوائل على نحو سيؤدي إلى انهيار امني شامل في الناحية», كما أن هناك عمليات اغتيال تنفذ بوتيرة مستمرة بين المتصارعين في المنطقة.